# Țigănești (Teleorman)
Ţigăneşti è un comune della Romania di 5 417 abitanti, ubicato nel distretto di Teleorman, nella regione storica della Muntenia.